# Pássaro Trovejante (personagem)
Pássaro Trovejante (John Proudstar) é um super-herói ficcional de revistas em quadrinhos publicadas pela Marvel Comics. Ele teria nascido na reserva indígena de Camp Verde, no Arizona, próximo a um campo de testes nucleares do governo americano. A sua mãe teria sido exposta a resíduos desses testes, o que explicaria os poderes similares de John e seu irmão mais novo, James, que, anos depois, assumiria a identidade de Apache.
Como um nativo norte-americano apache e humano mutante, John teria capacidades físicas ampliadas, com força, resistência, velocidade e sentidos superiores aos dos humanos normais. Esses dons, mantidos em segredo, teriam-no levado a uma carreira bem-sucedida no exército norte-americano. Mas essa experiência deixou John desinteressado pelo mundo dos homens brancos. Por isso teria abandonado o exército para viver em paz na reserva indígena. Quando o personagem Xavier o convidou para fazer parte dos X-Men, John teria se interessado pela possibilidade de conhecer outros mutantes como ele. Mas seu gênio forte e sua impulsividade o mantiveram afastado dos outros integrantes da equipe. Logo na segunda missão, John Proudstar sacrificou a sua vida ao impedir a fuga do vilão Conde Nefária.